# Sisyrinchium sellowianum
Sisyrinchium sellowianum är en irisväxtart som beskrevs av Friedrich Wilhelm Klatt. Sisyrinchium sellowianum ingår i släktet gräsliljor, och familjen irisväxter. Inga underarter finns listade i Catalogue of Life.